# روب إيفانز
روب إيفانز (بالإنجليزية: Rob Evans)‏ (5 يونيو 1995 في المملكة المتحدة - ) هو لاعب كرة قدم بريطاني في مركز الوسط. شارك مع منتخب ويلز تحت 17 سنة لكرة القدم ومنتخب ويلز تحت 19 سنة لكرة القدم ومنتخب ويلز تحت 21 سنة لكرة القدم. أما مع النوادي، فقد لعب مع نادي ريكسهام.

## وصلات خارجية
- روب إيفانز على موقع قاعدة بيانات كرة القدم.إي يو (الإنجليزية)
- روب إيفانز على موقع Soccerbase.com (لاعب) (الإنجليزية)
- روب إيفانز على موقع Soccerway.com (الإنجليزية)